# Caprimulgus concretus
El chotacabras de Bonaparte o chotacabra de Bonaparte (Caprimulgus concretus) es una especie de ave caprimulgiforme de la familia Caprimulgidae endémica de las islas de Sumatra, Borneo y Belitung. Actualmente se encuentra en peligro de extinción debido a que la zona en que habita se encuentra a una altitud en la que se está produciendo una deforestación masiva.

## Descripción
El chotacabras de Bonaparte mide aproximadamente entre 21 y 22 centímetros, cuenta con unos dibujos crípticamente definidos y suele habitar en bosques de tamaño mediano.
El macho tiene las partes superiores pardas con moteado castaño y no posee fraja nucal. Tiene alas de color pardo oscuro con moteado castaño y crema como la punta de las plumas remeras. Tiene la zona escapular oscura densamente veteada en crema. Las partes inferiores del cuerpo son de color pardo con listaco castaño rojizo que se va convirtiendo en listado marrón y crema hacia el vientre y los flancos.

### Canto
Suele cantar en tono descendente y lo hace amanecer, atardecer y en las noches de luna.

## Distribución
El chotacabras de Bonaparte se encuentra en Sumatra y Borneo, y una isla menor entre ambas llamada Belitung. Donde es común a escala local pero sus registros son escasos.

## Población
El tamaño de la población se estima provisionalmente a caer en los individuos maduros banda 10 000-19 999. Esto equivale a 15 000-29 999 individuos en total, redondeados aquí para 15 000-3 000 individuos.

## Ecología
Se limita a las elevaciones más bajas (un registro de 900 m, pero por lo general por debajo de 500 m) donde frecuenta los bosques, quizás particularmente claros y bordes de los bosques , la salud y el crecimiento secundario . La verdadera naturaleza de su uso del hábitat es incierta, aunque se ha observado alimentándose de una percha dentro del bosque.